# Zaïre (Währung)
Zaïre (Abkürzung: Z) war von 1967 bis 1993 die Währung der Demokratischen Republik Kongo (zwischen 1971 und 1997 hieß das Land Zaïre). Von 1993 bis 1997 hieß die Landeswährung Neuer Zaïre (frz. Nouveau Zaïre).

## Zaïre 1967–1993

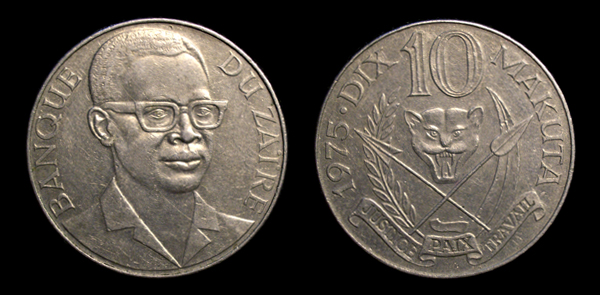
10-Makuta-Münze (1975) mit Porträt Mobutus

Der Zaïre wurde 1967 von Präsident Mobutu Sese Seko eingeführt, also noch bevor das Land in Zaïre umbenannt wurde. Der Zaïre löste den Kongo-Franc ab, und zwar im Verhältnis 1000 Francs = 1 Zaïre. Ein Zaïre war in 100 Makuta (Singular: Likuta; Abkürzung: K) unterteilt, ein Likuta wiederum in 100 Sengi. Das Währungssymbol war „Z“ oder „Ƶ“, der ISO-4217-Code ZRZ.

## Neuer Zaïre 1993–1997
1993 wurde der Neue Zaïre eingeführt; er löste den alten im Verhältnis von 1:3.000.000 ab. Er war in 100 neue Makuta unterteilt und zirkulierte nur in Form von Banknoten. Das Währungssymbol war „NZ“ und der ISO-4217-Code ZRN.
1997, gleichzeitig mit der Wiedereinführung des alten Landesnamens, wurde auch der Währungsname Franc  wieder eingeführt; der Umtausch erfolgte im Verhältnis von 100.000 Neue Zaïre = 1 Kongo-Franc.